# 梅理士
梅理士（Charles Rogers Mills，1829年8月21日—1895年6月21日），美北长老会派往中国的传教士。
1829年8月21日，梅理士出生在美国纽约州吉尔福德。1856年10月，梅理士受美北长老会派遣，前往中国，翌年2月抵达上海。1862年，梅理士转往山东登州。
1887年，梅夫人创立中国全国第一间聋哑学校——启喑学馆。
梅理士将美国大花生种运到登州，鼓励农民在海边沙地种植，日后花生、花生油成了山东省重要的输出商品，对该省的社会经济产生了重大影响。
1895年6月21日，梅理士在山东逝世。